# 拟翅茎关木通
拟翅茎关木通（学名：Isotrema pseudocaulialatum）是马兜铃科关木通属的一种植物，是中国的特有植物。分布于中国云南。
叶片大, 卵形至近圆形, 近革质; 檐部裂片内面红色, 密被暗红色疣突状毛。